# Клинчаны
Клинчаны (бел. Клiнчаны) — деревня в Гродненском районе, Гродненской области. Входит в состав Одельского сельсовета.

## источники
- Назвы населеных пунктаў Рэспублікі Беларусь: Гродзенская вобласць: нарматыўны даведнік / І. А. Гапоненка і інш.; пад рэд. В. П. Лемцюговай. — Мн.: Тэхналогія, 2004. — 469 с. ISBN 985-458-098-9 (DJVU).